# Vasile Grigore
 (juin 2025).

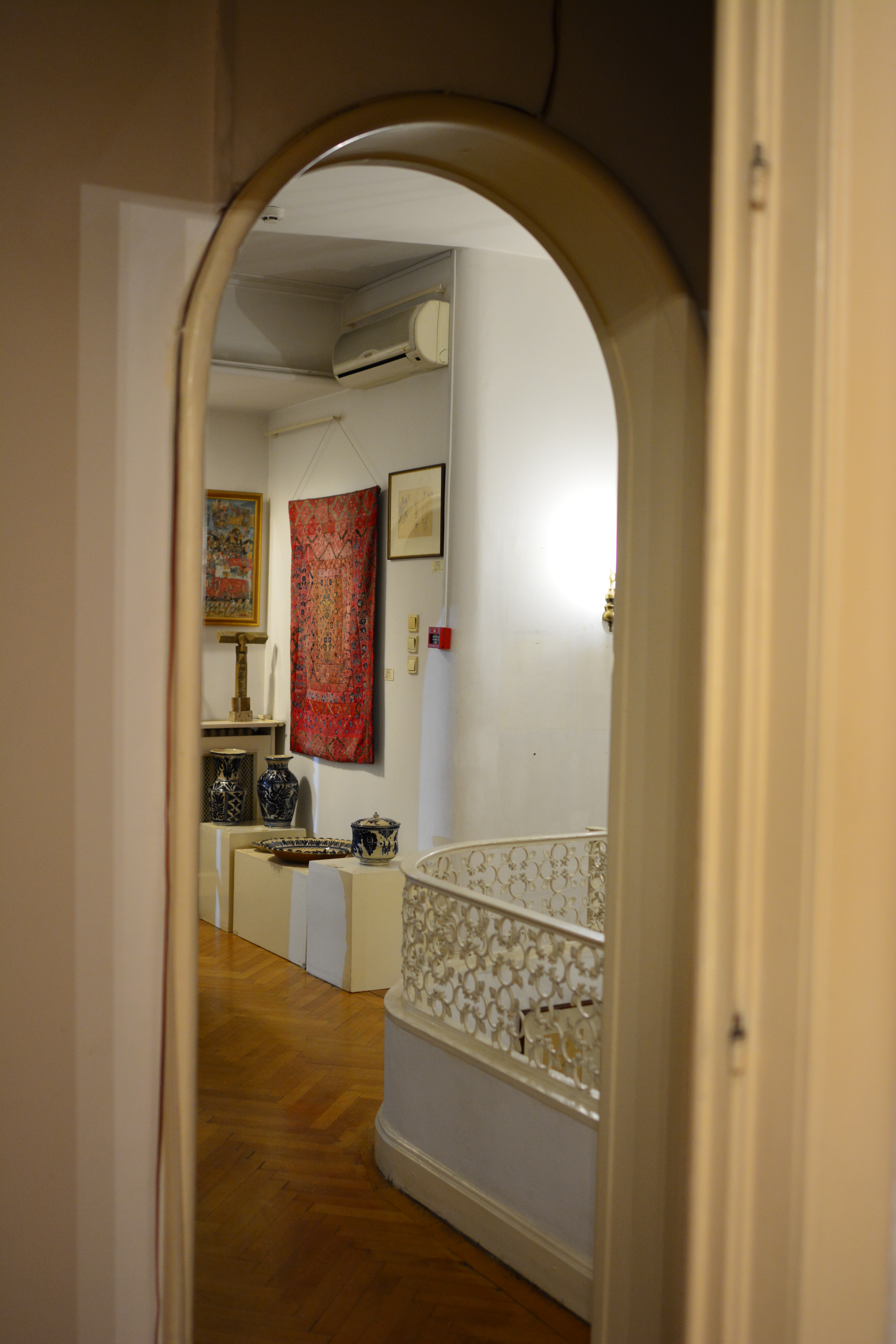
Vue du musée Vasile-Grigore à Bucarest.

Vasile Grigore, né le 27 janvier 1935 à Bucarest et mort le 20 février 2012 dans la même ville, est un peintre roumain. 

## Biographie
Diplômé de l'institut d'Art Nicolae Grigorescu de Bucarest (où il a étudié sous la direction des maîtres professeurs R. Schweitzer-Cumpana, Ion Marsic et Samuel Mutzner), il a été l'assistant du professeur Alexandru Ciucurencu de 1963 jusqu'en 1970. Entre 1963 et 1990, il organise 17 expositions personnelles à Bucarest, Cluj-Napoca, Iassy, Constantza, Bacau, Piatra-Neamtz, Târgu Jiu et Craiova. En même temps, il participe en tant qu'exposant au cadre des expositions de groupe, organisées par l'Union des Artistes Plastiques partout dans le pays : à Bucarest, Craiova, Galatzi, Oradea, Constantza, Bârlad, Ploiesti, Cluj-Napoca. De 1957 jusqu'à 1993, il participe à toutes les expositions d'art plastique annuelles, biennales, de même qu'au cadre des salons officiels.
Il a également exposé à l'étranger, à savoir : en France, Bulgarie, Russie, Tchécoslovaquie, Allemagne, Espagne, Pologne, Autriche, Belgique, Italie, Portugal, Hongrie, Yougoslavie, Royaume-Uni, Finlande, Grèce, Irak, Brésil, Uruguay, États-Unis d'Amérique, Argentine, Chili, Canada, Iran, Tunisie, Égypte, Canada, Pakistan, Danemark, Turquie, Soudan… Les toiles du peintre sont bien connues tant à l'étranger et se retrouvent dans des collections privées ou bien dans les musées et les collections de l'État.
Il a été professeur à l'académie d'art à Bucarest.